# Stalobelus libratus
Stalobelus libratus är en insektsart som beskrevs av Capener 1972. Stalobelus libratus ingår i släktet Stalobelus och familjen hornstritar. Inga underarter finns listade i Catalogue of Life.